# 관령 (조선)
관령(管領)은 조선왕조 시대에 수도 서울이었던 한성부의 하위 행정구역인 5부(部)에 속한 각 방(彷)의 책임자(우두머리)이다. 정식 관직이 아닌, 임의로 임명되는 오늘날의 반장, 리장과 같은 성격의 직책으로, 각 부의 관서로부터 일정한 권한을 위임 받아 관내 행정을 처리 또는 보좌하였다. 관령에 해당하는 지방 직책은 이정(里正)이다.

## 업무
각 방에 임명된 관령의 주요 업무는 아래와 같다.
- 정기적으로 담당 구역(방)에서 일어난 사건을 한성부 또는 소속 부(5부)에 보고 : 조선 초기에는 매월 1일과 15일
- 각 방에 물독을 두어 화재를 방지
- 무당을 적발
- 규정을 어겨 호화 주택을 짓는 자를 적발
- 주민에 대한 호적 파악

## 한성부 행정 체계
- 한성부 : 도성 한성부 및 성저(城底, 한양성곽 바깥) 10리 지역의 행정을 담당
- 중부, 동부, 서부, 남부, 북부 : 한성부를 5개 구역으로 나눈 곳의 행정을 담당 - 오늘날의 구청(區廳)에 대응
- 방 : 각 방을 다시 여러 개로 나눈 것 - 오늘날의 동(洞)에 대응하나, 정식 행정 청사는 없었음 (일종의 자치 기구 성격)

## 같이 보기
- 한성부
- 오부